# Lodowiec Dobrowolskiego (Svalbard)
Lodowiec Dobrowolskiego (norw. Dobrowolskibreen) - lodowiec na Spitsbergenie, na Ziemi Torella, na wschód od Van Keulenfjorden. Nazwę nadał w 1920 roku szwedzki podróżnik Gerard de Geer na cześć polskiego polarnika Antoniego Dobrowolskiego.